# The Bassarids
Versions successives
- Version allemande en 1966 à Salzbourg
- Version anglaise (original) en 1968 à Santa Fe
The Bassarids (Les Bassarides) est un opéra en un acte et un intermezzo de Hans Werner Henze sur un livret en anglais de Wystan Hugh Auden et Chester Kallman d’après les Bacchantes d’Euripide (-405), créé le 6 Août 1966 au Festival de Salzbourg dans une version allemande puis deux ans plus tard à l'Opéra de Santa Fe, dans sa version originale anglaise.

## Historique
The Bassarids est monté sur scène en 1966 dans une traduction allemande par Maire Basse-Sporleder sous la direction de Christoph von Dohnányi, dans une mise en scène de Filippo Sanjust.
La première représentation avec le texte original en anglais a lieu lors de la création américaine, au Santa Fe Opera le 7 août 1968. Le compositeur dirige l'œuvre et la mise en scène est confiée à Bodo Igesz.
Un concert prévu par la BBC à Londres le 22 septembre 1968 fut annulé, la première britannique eut donc lieu à l'English National Opera en octobre 1974, sous la direction du compositeur.
En mars 1968, The Bassarids ont été joués au Teatro alla Scala de Milan, sous la direction de Nino Sanzogno dans une traduction italienne de Fedele D'Amico.
En octobre 1990, deux versions concertantes en anglais sont donnés au Severance Hall de Cleveland, dans l'Ohio, par le Cleveland Orchestra avec les solistes Vernon Hartman, Kenneth Riegel et, dans le rôle d'Agave, Anja Silja. Christoph von Dohnányi, alors en couple avec Anja Silja, dirige l'œuvre. Cette même production a été reprise au Carnegie Hall en novembre 1990 lors de la première à New York, à laquelle assistait le compositeur.
En juillet 2008 lors du festival d'été, la version allemande est reprise à l'Opéra de Munich, sous l'appellation Die Bassariden, dans une mise en scène de Christof Loy, sous la direction musicale de Marc Albrecht, avec Nikolai Schukoff et Michael Volle. A cette occasion l'intermezzo que Henze avait supprimé après les premières représentations, est rétabli. Cette version s'est imposée depuis lors.
En juin 2018, c'est dans une mise en scène de  Krzysztof Warlikowski, sous la direction de Kent Nagano avec l'Orchestre philharmonique de Vienne, que l'ouvrage est repris dans sa version originale en anglais, à Madrid à l'Auditorio nacional de musica puis au Festival de Salzbourg pour des représentations en juillet et août 2018,. Les principaux rôles sont tenus par Sean Panikkar, Russell Braun, Willard White, Nikolai Schukoff, Karoly Szemerédy, Tanja Ariane Baumgartner, Vera-Lotte Böcker.
En 2019, c'est au tour du Komische Oper de Berlin de confier la mise en scène à Barrie Kosky et la direction musicale à Vladimir Jurowski pour une série de représentations en novembre, avec le Dionysos de Sean Panikkar à nouveau.

## Rôles, tessitures, distribution des Premières allemande puis anglaise
| Rôle                             | Tessiture     | Première, 6 Août 1966 Salzbourg, en allemand direction musicale : Christoph von Dohnányi | Première, 7 Août 1968 Santa Fe, en anglais direction musicale : Hans Werner Henze |
| -------------------------------- | ------------- | ---------------------------------------------------------------------------------------- | --------------------------------------------------------------------------------- |
| Dionysus, voix et étranger       | Ténor         | Loren Driscoll                                                                           | Loren Driscoll                                                                    |
| Tiresias, vieux prophète aveugle | Ténor         | Helmuth Melchert                                                                         | Charles Bressler                                                                  |
| Cadmus, roi de Thèbes            | Basse         | Peter Lagger                                                                             | Peter Harrower                                                                    |
| Agave, sa fille, mère Pentheus   | Mezzo-soprano | Kerstin Meyer                                                                            | Regina Sarfaty                                                                    |
| Beroe, nurse des enfants         | Contralto     | Vera Little                                                                              | Joan Caplan                                                                       |
| Capitaine de la Garde            | Baryton       | William Dooley                                                                           | Thomas Jamerson                                                                   |
| Pentheus, roi de Thebes          | Baryton       | Kostas Paskalis                                                                          | Joan Reardon                                                                      |
| Autonoe, fille de Cadmus         | Soprano       | Ingeborg Hallstein                                                                       | Evelyn Mandac                                                                     |
| Esclave femme                    | rôle muet     |                                                                                          |                                                                                   |
| Sa fille                         | rôle muet     |                                                                                          |                                                                                   |

## Instrumentation
Quatre flûtes, deux hautbois, deux cor anglais, quatre clarinettes, une clarinette basse, saxophones (alto, ténor), trois bassons, un contrebasson,six cors, quatre trompettes (dont une basse), trois trombones, deux tubas, six percussions, 3 cloches de vache, triangle, cymbales, 3 tam-tams, caisse claire, tambour militaire, 3 tom-toms, 3 bongos, grosse caisse, maracas, caisse en métal, glockenspiel, xylophone, vibraphone, marimba, tubular bells, Wood-blocks, deux guitares, deux mandolines, 2 harpes, 2 pianos, célesta, cordes.
Une version réduite est composée en 1992 avec l'instrumentation suivante : 
- orchestre : 4 flûtes (aussi une flûte basse, 2 piccolos, 1 flûte alto), 2 hautbois, 2 cors anglais,  4 clarinettes (aussi 2 saxophones altos, 1 saxophone ténor et 1 saxophone basse, 4 bassons (aussi 1 contrebasson), 4 cors, 4 trompettes, 1 trompette basse, 3 trombones, 1 tuba, timbales, 8 percussionnistes, 1 harpe, 1 piano (4 mains ad lib.), 1 célesta, 1 mandoline, cordes.
- dans les coulisses : 4 trompettes (remplaçables par les trompettes de l'orchestre), 1 guitare, 2 mandolines, 3 jeux de sonailles ad lib.
- Prologue (ad lib.) : Dionysus : ténor, timbales, percussionniste, harpe, piano et bande magnétique.

## Argument
À Thèbes, le vieux roi Cadmos a cédé le pouvoir à son petit-fils Penthée, austère et rigoureux. La ville est en proie au doute : la fille de Cadmos, Sémélé, a-t-elle été unie à Zeus ? En est-il né un nouveau dieu, Dionysos ? C'est ce que pensent de nombreux Thébains, dont le devin aveugle Tirésias, d'autres sont plus indécis (Cadmos ou la mère de Penthée, Agavé), mais le roi Penthée interdit qu'un culte soit rendu à Dionysos et à Sémélé. Quand paraît un étranger, il entraîne avec lui une bonne partie du peuple thébain avec lui pour célébrer le nouveau culte bacchique. Amené devant Penthée qui menace de le mettre à mort, l'étranger le trouble au point que Penthée, déguisé en femme, part assister au culte. Il est mis à mort par les Bacchantes, dont sa propre mère, Agavé. L'étranger n'est autre que Dionysos lui-même, venu se venger du sort fait à sa mère et à lui-même. Cadmos, Agavé et sa sœur Autonoé sont exilés.

## Discographie
- Die Bassariden - Loren Driscoll, Kostas Paskalis, Peter Lagger, Helmut Melchert, William Dooley, Kerstin Meyer, Ingeborg Hallstein, Vera Little ; Chœur de l'opéra de Vienne, Orchestre philharmonique de Vienne, dir. Christoph von Dohnányi (6 août 1966, Orfeo C605 032) (OCLC 857265698)
- The Bassarids - Sean Panikkar, Nikolai Schukoff, Tanja Ariane Baumgartner, Willard White, Russell Braun, Károly Szemerédy, sous la direction musicale de Kent Nagano avec l'Orchestre Philharmonique de Vienne - Festival de Salzbourg 2018 - DVD